# Subway (Homicide: Life on the Street)
"Subway" (também chamado de "The Accident") é o sétimo episódio da sexta temporada da série policial Homicide: Life on the Street. Ele foi exibido pela primeira vez em 5 de dezembro de 1997 nos Estados Unidos pela NBC. No episódio, um homem chamado John Lange fica preso entre um vagão de metrô e a plataforma da estação. O departamento de homicídios de Baltimore é informado que Lange morrerá em uma hora, e Frank Pembleton deve solucionar o caso ao mesmo tempo em que conforta Lange em seus momentos finais. "Subway" foi escrito por James Yoshimura, que co-produziu o episódio junto com David Simon, e dirigido por Gary Fleder, seu único trabalho como diretor em Homicide: Life on the Street.
Yoshimura baseou a história de "Subway" em um episódio da série de documentários de câmera escondida Taxicab Confessions, da HBO, em que um detetive de Nova Iorque descrevia um incidente da vida real de um homem preso entre um trem e a plataforma. O episódio foi filmado em uma das estações da Baltimore Metropolitan Transit Authority. Fleder incluiu elementos cinematográficos que eram incomuns para um programa tradicionalmente naturalista. Isso gerou discussões entre Fleder e o diretor de fotografia do episódio, Alex Zakrzewski.
"Subway" foi muito bem recebido pela crítica especializada, porém ficou em terceiro na audiência em sua exibição original, sendo assistido por 10,3 milhões de telespectadores, atrás de 20/20, da ABC, e Nash Bridges, da CBS. O episódio venceu um Peabody Award por excelência em transmissão televisiva e foi indicado a dois Primetime Emmy Awards, um pelo roteiro de Yoshimura e outro pela interpretação de Vincent D'Onofrio. "Subway" foi o assunto de um documentário produzido pela PBS, chamado Anatomy of a "Homicide: Life on the Street", que foi ao ar em 4 de novembro de 1998.

## Enredo
Após uma confusão em uma estação de metrô lotada, John Lange cai nos trilhos e fica preso entre o trem e a plataforma. Os detetives Frank Pembleton e Tim Bayliss chegam para investigar e recebem a informação que a medula espinhal do homem foi fraturada. Apesar de Lange não estar sentindo muita dor, a equipe de emergência diz aos detetives que ele têm menos de uma hora de vida e morrerá assim que o trem for movido. Bayliss questiona Larry Biedron, que estava envolvido na confusão que levou à queda de Lange. Biedron diz que alguém o empurrou e ele esbarrou em Lange, porém as testemunhas revelam histórias contraditórias: algumas dizem que Biedron empurrou Lange, outras que Lange empurrou Biedron, e outras dizem que tudo não passou de um acidente. Pembleton tenta conversar com Lange, porém ele não coopera e fica nervoso ao receber a notícia de sua morte iminente.
Lange diz que sua namorada, Sarah Flannigan, está correndo pelo porto, então Pembleton envia os detetives Meldreick Lewis e Paul Falsone para procurá-la. Os dois conversam sobre a natureza da morte ao questionar corredores aleatórios; sua procura não têm resultados. Lange tenta fazer com que a médica Joy Tolson lhe dê analgésicos, porém ela se recusa por isso poder diminuir as chances de salvá-lo, mesmo insistindo que ele não pode ser salvo. Pembleton faz companhia ao homem, apesar de inicialmente ficar irritado com sua atitude. A equipe de emergência planeja usar airbags para empurrar o trem para longe da plataforma, libertar Lange e rapidamente levá-lo para um hospital.
Pembleton e Lange se aproximam; Lange começa a sentir dores maiores enquanto o tempo passa, mudando de um comportamento nervoso e cheio de remorso para um mais relaxado, iniciando algumas conversas casuais. Mais tarde, Pembleton segura sua mão para confortá-lo e lhe conta sobre seu recente ataque cardíaco. Bayliss começa a suspeitar de Biedron quando ele não consegue se lembrar de onde trabalha ou mora. Biedron eventualmente admite que foi acusado criminalmente e colocado em um hospital psiquiátrico por ter empurrado um homem contra um trem de metrô em Chicago por nenhum motivo. Ele é preso e Bayliss revela a Pembleton a verdade; o detetive decide não contar a Lange por achar que isso não vai lhe trazer bem algum, porém Lange acaba deduzindo o que ocorreu apenas observando a conversa dos dois. Lange passa a sentir muitas dores e começa a perder a consciência. Depois de dizer "Estou bem" a Pembleton, ele desmaia e a equipe de emergência empurra o trem para longe com os airbags. Lange morre imediatamente. Pembleton, muito abalado e desorientado, deixa a estação e, depois de ver Biedron preso em uma viatura, deixa o lugar com Bayliss. O episódio se encerra com Flannigan passando em frente da estação de metrô.

## Produção

### Concepção
"Eu olharia para o episódio "Subway" como uma volta ao início da televisão. Eles teriam uma ideia, a fariam de forma simples, e explorariam a condição humana ou qualquer que fosse o fenômeno de um modo bem simples; eu disse, 'Vamos nos basear nisso. Vamos nos basear nas interpretações e no roteiro.'"

— Barry Levinson, produtor executivo
James Yoshimura, um dos roteiristas e produtores de Homicide: Life on the Street, concebeu a história de "Subway" após assistir um episódio da série Taxicab Confessions, da HBO, que apresentava imagens de câmeras escondidas de passageiros de taxi discutindo suas vidas com os motoristas. No episódio que ele assistiu, um detetive do Departamento de Polícia da Cidade de Nova Iorque discutia a experiência que ele teve ao ver um homem preso entre um trem de metrô e a plataforma da estação. Apesar do homem inicialmente ainda estar vivo, o departamento de homicídios foi chamado para investigar porque a equipe de emergência disse que ele eventualmente morreria. Posteriormente se descobriu que o homem havia sido empurrado contra o trem. O detetive disse que o incidente foi a coisa mais perturbadora que ele já viu em sua vida. Ele comparou a torção do corpo à sacola plástica sendo torcida rapidamente e girando como um saca-rolha, e disse que depois do trem ter sido removido o corpo se torceu de volta ao normal, "Todas as suas entranhas caem e, em menos de um minuto, você morre".
Yoshimura apresentou a ideia pela primeira vez a equipe de produção de Homicide: Life on the Street em maio de 1997, no centro de produção do produtor executivo Barry Levinson em São Francisco. O episódio foi discutido e muito bem recebido na reunião envolvendo Levinson, o produtor executivo Tom Fontana, produtor David Simon, produtora supervisora Julie Martin, e produtora consultora Gail Mutrux. Durante a reunião, Martin sugeriu que um oficial do metrô pressionasse os policiais para que o caso fosse solucionado rapidamente e os trens voltassem a circular, um elemento que Yoshimura eventualmente adicionou ao roteiro. Levinson sugeriu encerrar o episódio com os detetives voltando a superfície, então sentindo a vibração do trem voltando a funcionar. Essa sugestão, entretanto, não apareceu no episódio final.
Aflitos por uma série de baixos índices de audiência, os executivos da NBC colocaram pressão nos produtores de Homicide: Life on the Street para melhorarem a audiência e se tornarem mais populares que seu concorrente de mesmo horário, Nash Bridges da CBS. Yoshimura e os outros produtores, no entanto, decidiram continuar gerindo a série da mesma maneira por acharem que ela deveria manter sua qualidade para sobreviver. "Subway" tinha de ser aprovado pela NBC antes do roteiro ser escrito, e Yoshimura antecipou uma resistência ao episódio. Ele disse, "Em todos os episódios, tivemos problemas com a NBC, então não foi diferente. Lutamos aquela batalha, lutamos por cinco anos, então não importa para nós". Porém, os executivos surpreendentemente ficaram muito entusiasmados com a premissa. Warren Littlefield, então presidente de entretenimento da NBC, disse que sua primeira reação foi "a clássica resposta de um programador de televisão: 'Meu Deus, isso é assustador'", mas ele rapidamente mudou de ideia e aprovou o projeto.

### Roteiro
"A primeira vez que eu li, eu disse, 'Isso é uma ideia apavorante para um roteiro' porque eu achei que com certeza seria lúgubre e sensacional e extenuante e de alguma forma um tipo de lição televisiva elementar e maravilhosa iria aparecer, o que francamente me enjoou."

— Andre Braugher, ator
Ao escrever o roteiro de "Subway", Yoshimura queria que Pembleton fosse confrontado com sua própria mortalidade, um tema recorrente desde a temporada anterior quando o personagem sofreu um ataque cardíaco. Apesar de Pembleton não discutir normalmente seus sentimentos, Yoshimura queria não apenas colocá-lo em uma situação em que ele discutisse a morte, mas que as circunstâncias únicas do incidente de Lange o fizessem contar seu ataque a um completo estranho. Desde o início do processo de escrita, o roteirista especificamente queria que Lange fosse um personagem ruim e desagradável, ao invés da amável e inocente vítima tipicamente mostrada em episódios de televisão: "A tragédia pode ocorrer com pessoas babacas também e eu acho que seria muito mais interessante ver esse tipo de circunstâncias trancenderem o típico clichê de vítima de TV".
Yoshimura queria que Braugher tratasse D'Onofrio como se ele fosse "amaldiçoado", tentando se manter distante no início, porém gradualmente passando a vê-lo como uma pessoa e formasse um laço com ele ao final do episódio. Um bombeiro de Nova Iorque, Tim Brown, foi consultor para a maior parte das informações técnicas do episódio. Além de ajudar Yoshimura com o diálogo dos personagens médicos, Brown contou ao roteirista sobre o método de usar airbags para empurrar o trem para longe e remover o corpo de Lange. Yoshimura incluiu relatos contraditórios de testemunhas sobre como o incidente ocorreu, que ele descreveu como um "negócio de Rashōmon", em referência ao filme japonês de 1950 em que vários personagens oferecem descrições diferentes do mesmo assassinato. "Subway" continuou uma característica da sexta temporada da série em que os detetives ficaram mais pessoalmente envolvidos com as vítimas, e dessa forma ficando mais emocionalmente esgotados por suas mortes.
Yoshimura incluiu o subenredo de Lewis e Falsone procurando pela namorada de Lange para ter um alívio cômico e para o episódio não ficar confinado na plataforma da estação de metrô. Yoshimura também queria que os dois detetives falassem sobre a natureza da mortalidade e da morte, porém deliberadamente incluiu um humor negro nos diálogos para ter certeza de que os personagens não ficassem com "lágrimas nos olhos [ou] filosofais", porque ele acreditava que não seria o comportamento de detetives reais. Alguns telespectadores ficaram ofendidos ou surpresos com o tom irreverente das discussões sobre morte entre os dois personagens. A namorada de Lange passou atrás de Lewis e Falsone durante uma cena em que os dois estão distraídos pela conversa. Yoshimura deliberadamente colocou isso no episódio para criar um momento de ironia. Uma fala de Falsone para uma corredora, "Tem certeza que você não é Sarah?", e a reação de Lewis para a pergunta, foram adicionadas pelos atores.
Levinson e Fontana revisaram o roteiro depois dele ser completado e fizeram pequenas sugestões para mudanças. No roteiro original, Yoshimura fez Pembleton confrontar mais as equipes de emergência e de bombeiros, porém esse aspecto foi alterado depois de Fontana dizer que gerava muita distração. Os executivos da NBC indicaram que eles prefeririam ter Lewis e Falsone encontrando a namorada de Lange e a levando para vê-lo antes de sua morte, porém o roteirista descreveu a situação como um "típico final de TV" e veementemente se opôs a qualquer mudança desse tipo. Fontana também defendeu o final original porque, para ele, Pembleton acaba fazendo o papel da namorada de Lange nos momentos finais do homem.
Em 18 de agosto de 1997, quatro dias antes do início das filmagens, os censores da NBC entregaram 17 páginas de observações para Yoshimura pedindo mudanças no roteiro por causa de violência e linguagem. Um típico episódio de Homicide: Life on the Street usualmente tinha três ou quatro páginas de observações. Yoshimura fez várias modificações com a ajuda de sua assistente Joy Lusco. As mudanças incluíam a remoção de vários usos das palavras "merda" e "porra" do roteiro. A fala de Lange, "Por quê eu estou falando o nome do filho da puta?" foi alterada para "Por quê eu estou falando o nome do imbecil?".

### Seleção de elenco e diretor
Mutrux recomendou o diretor de cinema Gary Fleder para dirigir "Subway" porque ela acreditava que ele seria capaz de proporcionar uma direção visualmente atraente sem se distanciar da história do roteiro. Os outros produtores de Homicide: Life on the Street não conheciam Fleder. Quando Mutrux falou o nome de um de seus filmes, Things to Do in Denver When You're Dead, Yoshimura ficou preocupado que o diretor era "um desses caras indies que virá e tentará reinventar nosso programa", um problema que ele tinha tido com outros diretores no passado. Entretanto, depois de assistir Things to Do in Denver When You're Dead, Yoshimura passou a acreditar que Fleder seria a pessoa perfeita para dirigir "Subway" porque ele achou que o diretor poderia proporcionar visuais fortes para uma história que se passava em uma única locação, e impedir que o roteiro se tornasse algo estático e chato. Ao pensar a respeito, Fleder achou que o trabalho seria um desafio pela ação estar confinada em um único cenário, porém aceitou a posição de diretor baseado na qualidade do roteiro de Yoshimura, "O roteiro era exelente. E para mim, o grande problema desde o primeiro dia era, 'Como eu não estrago tudo?'" Yoshimura disse que diretores de cinema frequentemente tinham dificuldades em Homicide: Life on the Street porque eles estavam acostumados a trabalhar em um ritmo mais lento do que os típicos oito dias de filmagem para um episódio. Além disso, Yoshimura também disse que eles tinham pouco tempo para se adaptar a equipe regular e ao elenco, que ele descreveu como uma "comunidade fechada que está acostumada a gravar ou trabalhar de um certo modo nesse programa, e eles têm seus ritmos e seus padrões e hábitos".

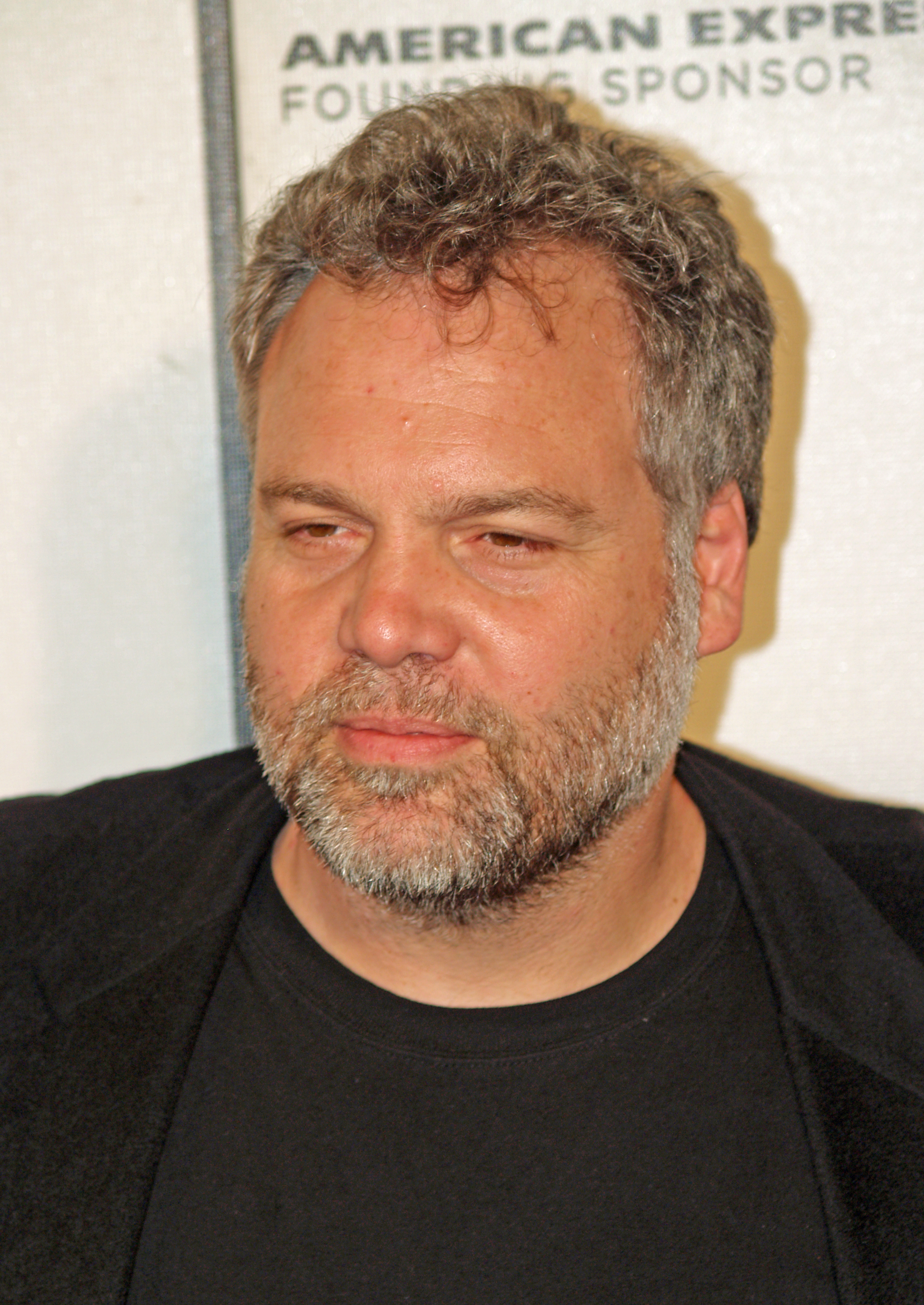
Vincent D'Onofrio aceitou o papel depois do diretor de elenco Brett Goldstein ter enviado o roteiro diretamente a ele.

O diretor de elenco Brett Goldstein contatou o agente de Vincent D'Onofrio para lhe falar sobre o papel de John Lange, porém o agente disse que D'Onofrio nunca trabalharia na televisão, se recusando a até sugerir o papel ao ator. Goldstein permaneceu convencido que ele era a pessoa para o papel, e enviou o roteiro diretamente para o ator. D'Onofrio gostou do roteiro e aceitou interpretar o papel. O agente mais tarde contatou Goldstein uma segunda vez e eles entraram em uma disputa acerca do salário de D'Onofrio. Yoshimura admitiu que D'Onofrio não era a pessoa que ele tinha imaginado para o papel, apesar de posteriormente ter elogiado sua interpretação. O ator disse que ele ficou atraído ao papel baseado na qualidade do roteiro e a reputação de Homicide: Life on the Street, apesar dele nunca ter assistido a série. Andre Braugher disse que sua primeira reação a premissa do episódio foi que ela era uma "ideia apavorante", porque ele achou que seria sensacional e se encerraria com um clichê moral, que o ator disse "francamente, me enjoou, essa ideia". Porém, Braugher disse ter ficado extremamente satisfeito com o roteiro final de Yoshimura.
Bruce MacVittie fez um teste para o papel de Larry Biedron ao enviar uma fita de si mesmo para os produtores da série. Yoshimura já tinha visto MacVittie atuar em um teatro de Nova Iorque e achou que ele era um "ator muito, muito bom". Depois de assistir sua fita, o roteirista chamou o ator para o papel não apenas por sua atuação, mas também por sua baixa estatura. Yoshimura disse, "Estou assistindo essa fita e pensando, 'Sim, esse baixinho! Quem suspeitaria que esse baixinho tivesse esse tipo de tendência assassina?'" Laura MacDonald também foi chamada para o papel de Sarah Flanningan baseado em uma fita enviada ao programa. Wendee Pratt foi selecionada como a médica Joy Tolson, que trabalha para ajudar Lange no episódio, mas não gosta dele. Yoshimura disse que ele particularmente gostou da interpretação de Pratt "porque ela não está toda simpática. Esse cara é um chato para ela". Shari Elliker, uma locutora da rádio WBAL (AM) da área de Baltimore, faz uma ponta como uma das testemunhas no metrô.

### Preparação
A NBC procurou a Baltimore Metropolitan Transit Authority para obter permissão de filmagem em uma estação de metrô, porém o órgão estava inicialmente hesitante em permitir a gravação de um roteiro que mostrava um de seus trens sendo a arma de um acidente fatal. Já que era muito tarde para construir um cenário, o coprodutor executivo Jim Finnerty disse para Yoshimura esperar antes de escrever um roteiro porque havia uma grande possibilidade do episódio nunca ser filmado. Quando Yoshimura insistiu em continuar mesmo assim, Finnerty saiu da reunião furioso. Porém, o produtor eventualmente conseguiu convencer o órgão a permitir as filmagens em uma de suas estações. Yoshimura também procurou 300 figurantes para interpretarem bombeiros, paramédicos, agentes de trânsito e passageiros comuns. Finnerty autorizou o uso de um número maior de figurantes do que o normal, porém se recusou a pagar por 300 figurantes, forçando Yoshimura a fazer pequenas modificações no roteiro.
Em 15 de agosto de 1997 começaram os sete dias de pré-produção. No primeiro dia, Fleder se encontrou com Yoshimura e Fontana para discutir o roteiro e sua visão para o episódio. Fleder sugeriu modificar o prólogo, desenhando um storyboard que acabaria sendo incluído como a introdução do episódio. O novo prólogo mostrava os passageiros descendo até a estação enquanto uma banda de rua tocava uma música, levando ao acidente antes dos créditos iniciais. A canção que aparece no prólogo, "Killing Time", foi escrita por Lisa Matthews, a cantora da banda de rua Love Riot. Matthews também faz uma rápida ponta como uma das testemunhas da queda de Lange. Em 16 de agosto, os criadores visitaram a Estação Johns Hopkins Hospital, onde o episódio seria filmado. Atendendo a um pedido da Baltimore Metropolitan Transit Authority, a estação de metrô foi renomeada para a ficcional Inner Harbor durante as filmagens. Fleder teve apenas uma hora para visitar o lugar com sua equipe técnica. O diretor de arte Vincent Peranio criou uma parede falsa entre dois vagões de trem, fazendo parecer que os dois vagões eram um só. Dentro da parede falsa havia um espaço onde D'Onofrio poderia ficar em pé e parecer estar cortado. O coordenador de dublês G. A. Aguilar também coreografou a queda naquele dia, e Peranio simulou o acidente ao amarrar um boneco no buraco da parede falsa. Peranio originalmente queria que um dublê colidisse contra um trem em movimento, girasse e caísse no buraco da parede falsa, porém as autoridades de Baltimore não permitiram.

### Filmagens
"Eu preciso de centenas de figurantes. Preciso de bombeiros e paramédicos de emergência e agentes de trânsito e passageiros. Isso será como Ben-Hur, exceto que em um metrô."

— James Yoshimura, roteirista
O episódio foi filmado em sete dias, começando em 26 de agosto de 1997. A Baltimore Metropolitan Transit Authority permitiu que as filmagens fosse realizadas em uma de suas estações, porém apenas entre 18h e 6h, quando os trens não estavam circulando. O tempo restrito, o pouco tempo de preparação, espaço de filmagens pequeno e calor excessivo pela falta de ventilação criaram complicações extras para a equipe de mais de 100 pessoas durante as gravações de "Subway". O cronograma apertado e a falta de ensaios foram difíceis para os atores, porém D'Onofrio disse que isso adicionou "uma certa velocidade e energia" às filmagens, que fez com que os diálogos entre os atores parecesse menos ensaiado e mais espontâneo. Yoshimura atuou como consultor editor no cenário durante as gravações junto com Simon, que havia escrito o livro Homicide: A Year on the Killing Streets em que a série era adaptada. O elenco e a equipe filmaram entre sete e nove páginas do roteiro em cada um dos sete dias de produção. Fleder disse ter ficado impressionado por esse ritmo porque ele geralmente filmava uma ou duas páginas por dia em seus filmes, também falando que os atores da série eram mais preparados e mais cooperativos do que os atores de cinema.
Fleder dedicou muito do seu foco para estabelecer a química correta entre Braugher e D'Onofrio. Fleder disse, "A energia entre eles tinha de ser forte porque eles carregam o episódio. O público está centrado neles e se algum falhar, todo o episódio meio que cai por terra". O primeiro dia de filmagens tinha de ser fora da estação, para que todas as cenas exteriores fossem gravadas primeiro. Como resultado, as cenas finais do episódio foram as primeiras a serem filmadas. Entre elas, estava Pembleton saindo da estação abatido pela morte de Lange; Yoshimura se arrependeu profundamente disso porque ele achou que a interpretação teria sido muito mais emocionante se Braugher tivesse interagido dramaticamente com D'Onofrio anteriormente.
A proeza simulando a queda de Lange foi filmada em 27 de agosto, segundo dia de produção, e Yoshimura disse que essa foi a parte mais desafiadora de todas. D'Onofrio e MacVittie tinham de chegar à plataforma ao mesmo tempo em que o trem chegava à estação, e essa cena teve de ser filmada várias vezes porque o trem não passava pelos atores no momento correto. A equipe também filmou tomadas do boneco vestido de Lange sendo arrastado pelo trem dentro da parede falsa, porém a maioria dessas cenas não foram usadas no corte final. Os outros cinco dias de produção se focaram primariamente nas cenas entre Braugher e D'Onofrio, que Yoshimura e Fleder acharam ser o elemento mais crucial do episódio. Na cena climática que termina com a morte de Lange, vários membros da equipe tiveram reações emotivas, que Yoshimura disse ser extremamente raro já que os membros da equipe normalmente olham para seus trabalhos como apenas trabalho e não ficam emocionalmente envolvidos com a história que estão filmando.
Ao filmar as primeiras cenas no metrô, a interpretação de D'Onofrio foi exagerada e bombástica. Yoshimura pediu para ele agir um pouco mais calmo durante as primeiras cenas e guardasse energia para as cenas posteriores, porque "se ele fosse para cima logo no início, não haveria lugar para ir depois". O ator concordou e modificou sua interpretação. Fleder também falou com MacVittie sobre sua interpretação de Biedron. O diretor achou que o personagem parecia muito maluco nas cenas iniciais, e que o ator estava entregando a revelação final de que seu personagem era o assassino. MacVittie falou com Yoshimura sobre a crítica, mas o roteirista concordou com Fleder. Depois de o ator ter alterado o tom do comportamento de Biedron, Fleder disse ter ficado extremamente satisfeito com o resultado final.
Muitos dos bombeiros que aparecem como figurantes em "Subway" eram bombeiros reais de Baltimore. Yoshimura disse que os bombeiros que aparecem correndo no episódio são atores, enquanto os bombeiros verdadeiros caminhavam lentamente porque, baseado em experiências da vida real, eles sabiam que não havia necessidade de pressa em uma situação envolvendo uma fatalidade. Apesar da energia dos trilhos ter sido desligada durante as filmagens, a equipe e os produtores não sabiam que uma eletricidade residual continuava a passar pelos vagões mesmo com os trilhos desligados. Em um momento durante as gravações, D'Onofrio sentiu uma pequena descarga de eletricidade passar por seu corpo, dizendo, "Eu realmente estou sentindo algo estranho aqui". A equipe inicialmente achou que o ator estava adicionando uma fala em seu diálogo, porém eventualmente acabaram percebendo que ele estava sendo eletrocutado. Quando a Baltimore Metropolitan Transit Authority falou sobre a eletricidade residual, a equipe instalou um isolamento de borracha para que D'Onofrio não encostasse mais no metal do trem. Fleder ficou impressionado que o ator continuou a trabalhar, dizendo, "A maioria dos atores que conheço teria saído do cenário naquele momento".

### Fotografia
"Subway" foi filmado por Alex Zakrzewski, o diretor de fotografia regular da série. O episódio foi encenado para que Pembleton inicialmente mantivesse distância de Lange, mas gradualmente se aproximasse à medida que criassem um vínculo, e ao final do episódio ele estaria sentado a seu lado segurando sua mão. Apesar de Homicide: Life on the Street tipicamente empregar vários cortes entre personagens com a câmera se movendo rapidamente, Fleder pediu para o estilo ser modificado nesse episódio. Nas primeiras cenas, o diretor pediu planos abertos para estabelecer o local dentro da estação de metrô, e enquanto o episódio progredia e a história se tornava mais intensa, ele então começou a permitir mais closes e cortes rápidos. Isso gerou desentendimentos entre Fleder e Zakrzewski, que achou que o diretor estava tentando ser muito perturbador e difícil. Fleder comentou seu comportamento, "Tenho de admitir, não sou o cara mais agradável no cenário. Não sou. Quando estou no cenário, estou muito focado e meu humor vai embora e eu não fico muito agradável". Depois de o episódio ser completado, Fleder disse que ele e Zakrzewski acertaram suas diferenças e ambos ficaram muito contentes com o resultado final.
Fleder também pediu retoques estilísticos no episódio que eram inconsistentes com a ênfase normal da série em um realismo documental. Por exemplo, ele arrumou um tecido para refletir certa luz no vagão do trem para adicionar um toque visual artístico, apesar de não haver nada na estação que pudesse criar tal reflexo. Ao ouvir sobre a técnica, Yoshimura ficou preocupado, dizendo "Ah, ele está ficando todo artista comigo". Pouco antes da morte de Lange, Fleder incluiu um close-up de Braugher olhando diretamente para a câmera, quebrando a quarta parede de um modo normalmente proibido no programa. Durante um diálogo externo entre Lewis e Falsone dirigindo um carro, Fleder filmou tudo com a câmera colocada do lado de fora do pára-brisas e realizando cortes de um ator para o outro. Sem o conhecimento de Fleder, todas as cenas envolvendo carros em Homicide: Life on the Street só podiam ser filmadas de dentro do automóvel para que ela fosse mais realista. Como resultado, um memorando circulou para todo o elenco e equipe os lembrando dessa política e ameaçando despedir qualquer um que permitisse que uma cena fosse gravada através do pára-brisas novamente.

### Edição
O episódio foi editado pelo editor regular do programa, Jay Rabinowitz, em uma instalação da NBC em Manhattan, se consultando frequentemente com Fleder, Yoshimura e Fontana. Rabinowitz editou o episódio por vários dias sozinho, então trabalhou com Fleder por quatro dias realizando centenas de edições. Yoshimura foi o próximo a trabalhar com o editor, ficando desapontado com o primeiro corte, afirmando que o episódio precisava ser "muito mais frenético e caótico ao final, não artístico". Yoshimura disse a Rabinowitz que o corte final de "Subway" deveria see focar em Pembleton porque ele achou que a história era contada "através de seus olhos". Durante o processo de edição, o roteirista originalmente removeu um plano mostrando a silhueta de Pembleton andando por uma escada rolante saindo da estação após a morte de Lange. Yoshimura achou que ela era muito sentimental, porém Levinson pessoalmente a colocou de volta no episódio depois de Fleder ter "implorado" por sua inclusão. Quando Fontana assistiu o episódio pela primeira vez, ele achou o prólogo muito confuso porque era difícil dizer o que estava acontecendo durante o acidente. A sequência foi editada para ao invés dela se focar em planos médios de D'Onofrio e MacVittie, um plano aberto fosse incluído mostrando o trem antes do acidente para que os telespectadores não ficassem confusos.
Faixas de áudio foram mixadas com sons gravados de verdadeiros trens de metrô, como também anúncios de um sistema de alto-falantes, para que o episódio soasse mais autentico. No corte original, Pembleton agarrava Biedron pela camisa enquanto o segundo estava preso na viatura de polícia em uma das cenas finais. A cena foi modificada para que Pembleton apenas olhasse para Biedron porque Yoshimura achou que ela era tão emocionante quanto a original. Na última cena de "Subway", em que a namorada de Lange passa correndo pela estação e ignora os veículos de emergência, Rabinowitz foi instruído para incluir uma trilha musical. Ele tentou muitos estilos diferentes de música, incluindo rock, música irlandesa, clássica, jazz e refrões de piano. Quando nenhuma funcionou, Fontana sugeriu não incluir nenhuma música, e ficou decidido que o silêncio era a solução mais efetiva. Fontana disse que após assistir ao episódio repetidas vezes durante o processo de edição, ele gostou do produto final, mas duvidou que o assistiria novamente por muito tempo porque ele era "muito emocionalmente desgastante".

## Repercussão

### Audiência e crítica
"Os retornos usuais [de audiência] não apareceram. Foi uma espécie de arco depreciativo, porém se teve 10, 15 milhões de pessoas assistindo, esses 10 ou 15 milhões estão recebendo uma experiência artística que é a mais verdadeira, bem realizada e bem trabalhada que você irá encontrar."

— John Leonard, crítico
"Subway" estava originalmente agendado para ir ao ar em novembro de 1997, porém uma audiência mais baixa do que o esperado na estreia em três partes da sexta temporada, "Blood Ties", fez a NBC mudar a data de exibição para 5 de dezembro e divulgá-lo muito. A estratégia também deu mais tempo para que mídia o assistisse e divulgasse suas opiniões. Warren Littlefield disse, "O sentimento era de vamos sair dessa insanidade e dizer, 'Esse é um pouco diferente' – esperamos trazer algumas pessoas à mais para este episódio". Durante esse período, o episódio foi renomeado para "The Accident" em alguns materiais de divulgação.
Quando todas as informações dos mercados do Nielsen ratings foram analisadas, "Subway" foi listado como tendo sido assistido por 10,3 milhões de pessoas. Ele foi o terceiro programa mais assistido de seu horário, atrás de 20/20 da ABC, que foi assistido por 17,7 milhões de telespectadores, e Nash Bridges da CBS, que foi assistido por 11.9 milhões de pessoas. Os executivos da NBC tinham a esperança que a extensa divulgação e cobertura da mídia para "Subway" iria ajudá-los a superar Nash Bridges para que Homicide: Life on the Street subisse além de sua terceira posição usual na audiência. Quando isso não ocorreu, "Subway" foi considerado um fracasso comercial, e ajudou a alimentar as discussões já existentes sobre o cancelamento da série.
As críticas foram extremamente positivas para "Subway". Ele foi listado pelo The Baltimore Sun como um dos dez melhores episódios da série, com Chris Kaltenbach declarando, "Dramas não ficam melhores do que isso". Kinney Littlefield do The Orange County Register disse que ele era "talvez o melhor episódio de Homicide", elogiando muito a atuação de D'Onofrio. O USA Today deu ao episódio sua nota mais alta, quatro estrelas. Tom Shales do The Washington Post o chamou de, "um tour de force para D'Onofrio e Braugher". Bruce Fretts da Entertainment Weekly disse, "Esta é a hora de televisão mais emocionante que você provavelmente verá". O crítico televisivo e literário John Leonard disse que "Subway" era "uma experiência artística que é a mais verdadeira, bem realizada e bem trabalhada que você irá encontrar". David P. Kalat, autor de Homicide: Life on the Street: The Unofficial Companion, escreveu que, "O roteirista James Yoshimura prova que ele não perdeu seu toque, com outro roteiro verdadeiramente severo".

### Prêmios
"Subway" venceu um Peabody Award em 1998 por excelência em transmissão televisiva. O episódio também recebeu duas indicações ao Primetime Emmy Award durante a cerimônia do Emmy Awards 1998. James Yoshimura foi indicado ao Emmy de Melhor Roteiro em Série Dramática, e Vincent D'Onofrio foi indicado na categoria de Melhor Ator Convidado em Série Dramática. Ele perdeu as duas indicações; NYPD Blue venceu o Emmy de roteiro pelo episódio da quinta temporada "Lost Israel", e John Larroquette venceu ator convidado por sua aparição em "Betrayal", um episódio da segunda temporada de The Practice. Entretanto, Jay Rabinowitz e Wayne Hyde venceram o International Monitor Award de Melhor Edição pelo episódio.

## Anatomy of a "Homicide: Life on the Street"
A WGBH-TV, uma afiliada em Boston da Public Broadcasting Service (PBS), produziu um documentário televisivo de 75 minutos de duração sobre o episódio "Subway" intitulado Anatomy of a "Homicide: Life on the Street". O documentário foi escrito, produzido e dirigido pelo cineasta Theodore Bogosian, e foi originalmente ao ar em 4 de novembro de 1998 às 21h na PBS. O filme se foca predominantemente em James Yoshimura, começando com sua concepção do roteiro e terminando com sua reação ao episódio e aos números de audiência. O documentário inclui um breve resumo sobre Homicide: Life on the Street e sua história de aclamação crítica e baixa audiência. O filme também se focava no equilíbrio entre arte e negócios, com Yoshimura e os outros produtores tentando produzir um episódio inteligente e de alta qualidade ao mesmo tempo em que tentam conquistar altas audiências.
A equipe do documentário colocou microfones em vários atores e membros da equipe de produção e os seguiram pelo desenvolvimento, pré-produção, filmagens, edição, exibição e recepção de "Subway". Muitas das pessoas envolvidas com o programa acharam o processo extremamente perturbador. Em particular, Fleder disse odiar ser fotografado e achou a equipe muito estressante. Fleder, que concordou em dar entrevistas para o documentário, porém se recusou a usar microfones nas gravações, disse sobre a equipe, "Para fazer um programa como esse, uma filmagem de sete dias com essa quantidade de diálogos e esse número de tomadas por dia, você tem de estar muito, muito focado, e para mim a equipe do documentário sempre me tirava do foco".
Rob Owen, editor de televisão do Pittsburgh Post-Gazette, disse que o documentário proporcionava uma visão interessante, agradável e detalhada sobre os bastidores do programa. Owen disse que isso era "raro, porque a TV normalmente não revela detalhes sobre si mesma. É muito bom ver a PBS puxando a cortina em sua competição, e eu queria que isso acontecesse mais frequentemente". Manuel Mendoza do The Dallas Morning News o elogiou, chamando de "um documentário tão raro para a TV como Homicide é para a televisão comercial", porém disse que ele "está aquém de ser definitivo" por não abordar todos os elementos da série devido a seu tempo limitada. Vários críticos elogiaram a cena bem humorada onde Yoshimura lê seu roteiro substituindo os palavrões baseado nas ordens dos censores da NBC.